# Three Musketeers Hill
Der Three Musketeers Hill (polnisch Wzgórze Trzech Muszkieterów ‚Drei-Musketiere-Hügel‘) ist ein rund 300 m hoher Hügel mit drei Kliffs (Kowalski-Kliff, Kumoch-Kliff und Zubek-Kliff) auf King George Island im Archipel der Südlichen Shetlandinseln. Er ragt inmitten des Domeyko-Gletschers am Ufer des Mackellar Inlet auf.
Polnische Wissenschaftler benannten ihn 1980.